# 张洁
张洁（1937年4月27日—2022年1月21日），女，籍貫辽宁抚顺，生于北京，中国作家、画家。

## 生平
张洁早年丧父，由母亲抚养长大，因此随母姓，并以母亲的出生地为自己的籍貫。她于1956年考入人民大学计划统计系，1960年毕业后被分配入一机部工作。张于1978年发表处女作《森林里的孩子》，一举成名，次年加入中国作家协会，1980年调往北京电影制片厂工作，后成为专业作家。此外担任美国文学艺术院荣誉院士，国际笔会北京中心会员，中国作家协会理事，北京作家协会副主席，北京市政协委员。
曾于1989年获意大利玛拉帕尔蒂国际文学奖。此外，《森林里来的孩子》获1978年度全国优秀短篇小说奖；《谁生活得更美好》获1979年度全国优秀短篇小说奖；《条件尚未成熟》获1983年全国优秀短篇小说奖；《祖母绿》获1983--1984年度全国优秀中篇小说奖，并获1984年度《中篇小说选刊》杂志举办的第一届“优秀中篇小说奖”；《沉重的翅膀》获第二届茅盾文学奖(1985年)，获1977—1984年度人民出版社举办的“长篇小说奖”；《尾灯》获北京市庆祝建国35周年征文一等奖；《条件尚未成熟》获1984年《北京文学》杂志举办的“北京文学奖”，并获1985年《北京文学》杂志举办的“北京文学奖”，获《小说月报》首届优秀中短篇小说百花奖。张洁凭借代表作《沉重的翅膀》和《无字》分别获得第二届和第六届茅盾文学奖。
九零年代起，张洁远赴美国康涅狄格州，与独生女唐棣团聚，并于维思大学任教。1992年她被美国文学艺术院选举为荣誉院士。
张洁晚年开始学画，于2014年10月在北京现代文学馆举办了她的个人油画展。
2022年1月21日，张洁在美国因病逝世。

## 作品

### 长篇小说
- 《沉重的翅膀》1981年人民文学出版社。第二届茅盾文学奖
- 《只有一个太阳》1988年 作家出版社
- 《无字》三部曲，2002年北京十月文艺出版社。第六届茅盾文学奖
- 《知在》2006年北京十月文艺出版社
- 《灵魂是用来流浪的》2009年北京出版社
- 《四只等着喂食的狗》2010年人民文学出版社

长篇散文
- 《世界上最疼我的那个人去了》2006人民文学出版社

### 短篇小说
- 《从森林里来的孩子》1978年
- 《爱,是不能忘记的》《有一个青年》《含羞草》1979年
- 《我不是一个好孩子》《非党群众》《漫长的路》1980年
- 《波希米亚花瓶》1981年
- 《第六棵白杨树》《男子汉的宣言》1983年
- 《邻街的窗》1985年
- 《横过马路》1988年
- 《最后的高度》1989年
- 《柯先生的白天和夜晚》1991年
- 《你玩没玩过官兵抓强盗》1992年
- 《玫瑰的灰尘》《听彗星无声地滑行》2003年
- 《四个烟筒》2006年
- 《一生太长了》2009年
- 《是的，我听见了》2012年

### 中篇小说
- 《方舟》1982年
- 《七巧板》1983年
- 《祖母绿》《串行儿》1984年，
- 《他有什么病？》1988年
- 《日子》《红蘑菇》《上火》1991年
- 《她吸的是带薄荷味儿的烟》1993年

### 文集
- 《张洁文集》共11卷（长篇小说8卷，中短篇小说、长篇散文、散文随笔各1卷）2012年人民文学出版社